# Ioan Lupaș
Ioan Lupaș (* 8. Juni 1914 in Arad, Österreich-Ungarn; † 8. April 1981) war ein rumänischer Fußballspieler und -trainer. Er bestritt 124 Spiele in der Divizia A. Mit Venus Bukarest gewann er im Jahr 1940 die rumänische Meisterschaft.

## Karriere
Nach seiner Jugendzeit bei Olimpia Arad wechselte Lupaș im Jahr 1933 zu ASCAM Bukarest. Im Jahr 1935 holte ihn Gloria Arad zurück in seine Heimatstadt. Dort wurde er in der Divizia A zur Stammkraft. Mit seinem Team sicherte er sich dreimal den Klassenverbleib. Die Saison 1937/38 schloss er auf dem dritten Platz ab. Im Sommer 1938 schloss er sich Aufsteiger Tricolor CFPV Ploiești an. Am Ende der Spielzeit 1938/39 belegte er mit seiner Mannschaft den elften Platz und musste absteigen. Anschließend verpflichtete ihn der amtierende Meister Venus Bukarest. Dort konnte er mit der Meisterschaft 1940 seinen ersten Titel gewinnen. Er kam dabei in jeden Spiel zum Einsatz.
Im Jahr 1942 wechselte Lupaș zum FC Ploiești, mit dem er an den Turnieren zur Überbrückung der Ligapause während des Zweiten Weltkrieges teilnahm. Im Jahr 1944 wechselte er erneut zu Venus, bestritt aber kein Pflichtspiel mehr. Im Jahr 1945 kehrte er zu Gloria zurück, ehe er im Jahr 1946 erneut zum FC Ploiești in die Divizia B wechselte. Nach dem Aufstieg 1947 beendete er seine Laufbahn.

## Nationalmannschaft
Lupaș bestritt acht Spiele für die rumänische Nationalmannschaft. Er debütierte am 11. Juni 1939 im Freundschaftsspiel gegen Italien. Er gehörte bis Ende 1940 zum Stamm der Auswahl. Nach zwei Jahren Pause kehrte er am 11. Oktober 1942 gegen Kroatien zurück. Am 13. Juni 1943 bestritt er gegen die Slowakei sein letztes Länderspiel.

## Karriere als Trainer
Lupaș war mehrmals Cheftrainer von Progresul Bukarest, mit dem er das Pokalfinale 1958 erreichte und dort Știința Timișoara unterlag.

## Erfolge

### Als Spieler
- Rumänischer Meister: 1940

### Als Trainer
- Finale im rumänischen Pokal: 1958